# چوبک‌های راه‌راه
چوبک‌های راه‌راه (نام علمی: Pseudophasmatidae) نام یک تیره از راسته چوبک‌سانان است.